# Kronprinzenkoog
Kronprinzenkoog là một đô thị thuộc huyện Dithmarschen, trong bang Schleswig-Holstein, nước Đức. Đô thị Kronprinzenkoog có diện tích 28,85 km², dân số thời điểm 31 tháng 12 năm 2006 là 923 người.